# Lista över Åke Svanstedts större segrar
Lista över Åke Svanstedts större segrar.

## Grupp 1-lopp
| År   | Lopp                           | Häst           | Kusk          | Tränare          |
| ---- | ------------------------------ | -------------- | ------------- | ---------------- |
| 1993 | Gran Premio Tino Triossi       | Go Hammering   | Åke Svanstedt | Åke Svanstedt    |
| 1993 | Svenskt Trav-Kriterium         | Zoogin         | Åke Svanstedt | Åke Svanstedt    |
| 1995 | Svenskt Trav-Kriterium         | Drewgi         | Åke Svanstedt | Tommy K. Jansson |
| 1995 | Konung Gustaf V:s Pokal        | Drewgi         | Åke Svanstedt | Tommy K. Jansson |
| 1996 | Hugo Åbergs Memorial           | Zoogin         | Åke Svanstedt | Åke Svanstedt    |
| 1996 | Svenskt Travderby              | Drewgi         | Åke Svanstedt | Åke Svanstedt    |
| 1997 | Finlandialoppet                | Zoogin         | Åke Svanstedt | Åke Svanstedt    |
| 2003 | Olympiatravet                  | Gidde Palema   | Åke Svanstedt | Åke Svanstedt    |
| 2003 | Oslo Grand Prix                | Gidde Palema   | Åke Svanstedt | Åke Svanstedt    |
| 2004 | Olympiatravet                  | Gidde Palema   | Åke Svanstedt | Åke Svanstedt    |
| 2004 | Oslo Grand Prix                | Gidde Palema   | Åke Svanstedt | Åke Svanstedt    |
| 2004 | Elitloppet                     | Gidde Palema   | Åke Svanstedt | Åke Svanstedt    |
| 2005 | Olympiatravet                  | Gidde Palema   | Åke Svanstedt | Åke Svanstedt    |
| 2007 | Gran Premio Palio Dei Comuni   | Torvald Palema | Åke Svanstedt | Åke Svanstedt    |
| 2008 | Olympiatravet                  | Torvald Palema | Åke Svanstedt | Åke Svanstedt    |
| 2008 | Långa E3, ston                 | Mystical Ann   | Åke Svanstedt | Åke Svanstedt    |
| 2009 | Elitloppet                     | Torvald Palema | Åke Svanstedt | Åke Svanstedt    |
| 2009 | Norrbottens Stora Pris         | Global Glide   | Åke Svanstedt | Åke Svanstedt    |
| 2009 | Hugo Åbergs Memorial           | Torvald Palema | Åke Svanstedt | Åke Svanstedt    |
| 2010 | Norrbottens Stora Pris         | Torvald Palema | Åke Svanstedt | Åke Svanstedt    |
| 2011 | Europeiskt championat för ston | K.L.M. Prelong | Åke Svanstedt | Åke Svanstedt    |
| 2012 | Konung Gustaf V:s Pokal        | Fawkes         | Åke Svanstedt | Åke Svanstedt    |
| 2012 | Sundsvall Open Trot            | Sebastian K.   | Åke Svanstedt | Åke Svanstedt    |
| 2012 | UET Trotting Masters           | Sebastian K.   | Åke Svanstedt | Åke Svanstedt    |
| 2013 | Åby Stora Pris                 | Sebastian K.   | Jorma Kontio  | Åke Svanstedt    |
| 2013 | Oslo Grand Prix                | Sebastian K.   | Åke Svanstedt | Åke Svanstedt    |

## Grupp 2-lopp
| År   | Lopp                | Häst             | Kusk          | Tränare       |
| ---- | ------------------- | ---------------- | ------------- | ------------- |
| 1994 | Solvalla Grand Prix | Zoogin           | Åke Svanstedt | Åke Svanstedt |
| 1997 | Solvalla Grand Prix | Jupiter Hornline | Åke Svanstedt | Åke Svanstedt |
| 2003 | Sweden Cup          | Tag The Devil    | Åke Svanstedt | Åke Svanstedt |
| 2013 | Örebro Intn'l       | New Line         | Åke Svanstedt | Åke Svanstedt |

## Övriga
| År   | Lopp                   | Häst           | Kusk          | Tränare         |
| ---- | ---------------------- | -------------- | ------------- | --------------- |
| 2009 | Meadow Roads Lopp      | Global Glide   | Åke Svanstedt | Åke Svanstedt   |
| 2022 | Speedrace för kallblod | Smedsbo Faksen | Åke Svanstedt | Hanna Edvinsson |

## Nordamerika
| År   | Lopp                          | Häst              | Kusk            | Tränare       |
| ---- | ----------------------------- | ----------------- | --------------- | ------------- |
| 2014 | John Cashman, Jr. Memorial    | Sebastian K.      | Åke Svanstedt   | Åke Svanstedt |
| 2014 | Arthur J. Cutler Memorial     | Sebastian K.      | Åke Svanstedt   | Åke Svanstedt |
| 2014 | Peter Haughton Memorial       | Centurion ATM     | Åke Svanstedt   | Åke Svanstedt |
| 2016 | John Cashman, Jr. Memorial    | Resolve           | Åke Svanstedt   | Åke Svanstedt |
| 2016 | Arthur J. Cutler Memorial     | Resolve           | Åke Svanstedt   | Åke Svanstedt |
| 2016 | Maple Leaf Trotting Classic   | Resolve           | Åke Svanstedt   | Åke Svanstedt |
| 2016 | International Trot            | Resolve           | Åke Svanstedt   | Åke Svanstedt |
| 2017 | John Cashman, Jr. Memorial    | Resolve           | Åke Svanstedt   | Åke Svanstedt |
| 2017 | Arthur J. Cutler Memorial     | Resolve           | Åke Svanstedt   | Åke Svanstedt |
| 2017 | Hambletonian Stakes           | Perfect Spirit    | Åke Svanstedt   | Åke Svanstedt |
| 2018 | Kentucky Futurity             | Six Pack          | Åke Svanstedt   | Åke Svanstedt |
| 2019 | Earl Beal Jr. Memorial        | Marseille         | Åke Svanstedt   | Åke Svanstedt |
| 2021 | Yonkers Trot                  | Johan Palema      | Yannick Gingras | Åke Svanstedt |
| 2021 | Hambletonian Stakes           | Captain Corey     | Åke Svanstedt   | Åke Svanstedt |
| 2021 | Earl Beal Jr. Memorial        | Captain Corey     | Åke Svanstedt   | Åke Svanstedt |
| 2021 | Allerage Farms Open Trot      | Ecurie D.         | Åke Svanstedt   | Åke Svanstedt |
| 2021 | Breeders Crown Open Mare Trot | Felicity Shagwell | Åke Svanstedt   | Åke Svanstedt |
| 2021 | Breeders Crown Open Trot      | Ecurie D.         | Åke Svanstedt   | Åke Svanstedt |
| 2022 | Arthur J. Cutler Memorial     | Ecurie D.         | Åke Svanstedt   | Åke Svanstedt |
| 2022 | John Cashman Memorial         | Alrajah One       | Dexter Dunn     | Åke Svanstedt |
| 2022 | Maple Leaf Trotting Classic   | Back Of The Neck  | Tim Tetrick     | Åke Svanstedt |
| 2023 | Yonkers Trot                  | Up Your Deo       | Åke Svanstedt   | Åke Svanstedt |